# واكو (تكساس)
واكو (بالإنجليزية: Waco)‏ هي مدينة أمريكية تقع في ولاية تكساس. تبلغ مساحة هذه المدينة 247.4 (كم²)،ويبلغ عدد سكانها 124805 نسمة حسب إحصاء سنة 2010 م. تشير إحصاءات سنة 2000م بأن الكثافة السكانية في هذه المدينة تقدر بـ(521.5) نسمة/كم2.

## التركيبة السكانية
حدّد مكتب تعداد الولايات المتحدة بيانات التركيبة السكانية لواكو في تعداد الولايات المتحدة. في ما يلي، التركيبة السكانية حسب تعدادي 2000 و2010.

### تعداد عام 2000
بلغ عدد سكان واكو 113,726 نسمة بحسب تعداد عام 2000، وبلغ عدد الأسر 42,279 أسرة وعدد العائلات 24,794 عائلة مقيمة في المدينة. في حين سجلت الكثافة السكانية 434.1 نسمة لكل كيلومتر مربع (1,124.3/ميل2). وبلغ عدد الوحدات السكنية 45,819 وحدة بمتوسط كثافة قدره 174.9 لكل كيلومتر مربع (453.0/ميل2).
وتوزع التركيب العرقي للمدينة بنسبة 60.78% من البيض و22.65% من الأمريكيين الأفارقة و0.51% من الأمريكيين الأصليين و1.38% من الأمريكيين ذوي الأصول الآسيوية و0.05% من سكان جزر المحيط الهادئ و12.38% من الأعراق الأخرى و2.26% من عرقين مختلطين أو أكثر و23.64% من الهسبانيون أو اللاتينيون من أي عرق.
بلغ عدد الأسر 42,279 أسرة كانت نسبة 33.6% منها لديها أطفال تحت سن الثامنة عشر تعيش معهم، وبلغت نسبة الأزواج القاطنين مع بعضهم البعض 38.4% من أصل المجموع الكلي للأسر، ونسبة 16.2% من الأسر كان لديها معيلات من الإناث دون وجود شريك، بينما كانت نسبة 4% من الأسر لديها معيلون من الذكور دون وجود شريكة وكانت نسبة 41.4% من غير العائلات. تألفت نسبة 31.1% من أصل جميع الأسر من عدة أفراد يعيشون في نفس المنزل ونسبة 10.9% كانت تتألف من شخص يعيش بمفرده يبلغ من العمر 65 عاماً أو أكثر. وبلغ متوسط حجم الأسرة المعيشية 2.49، أما متوسط حجم العائلات فبلغ 3.19.
بلغ العمر الوسطي للسكان 27.9 عاماً. وكانت نسبة 25% من القاطنين تحت سن الثامنة عشر، وكانت نسبة 16.4% بين الثامنة عشر والرابعة والعشرين عاماً، ونسبة 24.1% كانت واقعةً في الفئة العمرية ما بين الخامسة والعشرين والرابعة والأربعين عاماً، ونسبة 15.4% كانت ما بين الخامسة والأربعين والرابعة والستين، ونسبة 11.7% كانت ضمن فئة الخامسة والستين عاماً فما فوق. يوجد لكل 100 أنثى 91.0 ذكر، ويوجد لكل 100 أنثى في الثامنة عشر من عمرها فما فوق 86.6 ذكر.
بلغ متوسط دخل الأسرة في المدينة 26,264 دولارًا، أما متوسط دخل العائلة فبلغ 33,919 دولارًا. وكان متوسط دخل الذكور 26,902 دولارًا مقابل 21,159 دولارًا للإناث. وسجل دخل الفرد الخاص بالمدينة 14,584 دولارًا. وكانت نسبة 19.3% من العائلات ونسبة 26.3% من السكان تحت خط الفقر، وكان من هؤلاء نسبة 31.3% تحت سن الثامنة عشر ونسبة 13% في الخامسة والستين من العمر وما فوق.

### تعداد عام 2010
بلغ عدد سكان واكو 124,805 نسمة بحسب تعداد عام 2010، وبلغ عدد الأسر 46,402 أسرة وعدد العائلات 27,115 عائلة مقيمة في المدينة. في حين سجلت الكثافة السكانية 476.4 نسمة لكل كيلومتر مربع (1,233.9/ميل2). وبلغ عدد الوحدات السكنية 51,452 وحدة بمتوسط كثافة قدره 196.4 لكل كيلومتر مربع (508.7/ميل2).
وتوزع التركيب العرقي للمدينة بنسبة 59.23% من البيض و21.52% من الأمريكيين الأفارقة و0.64% من الأمريكيين الأصليين و1.77% من الأمريكيين ذوي الأصول الآسيوية و0.05% من سكان جزر المحيط الهادئ و13.98% من الأعراق الأخرى و2.82% من عرقين مختلطين أو أكثر و29.60% من الهسبانيون أو اللاتينيون من أي عرق.
بلغ عدد الأسر 46,402 أسرة كانت نسبة 32.7% منها لديها أطفال تحت سن الثامنة عشر تعيش معهم، وبلغت نسبة الأزواج القاطنين مع بعضهم البعض 36% من أصل المجموع الكلي للأسر، ونسبة 17.4% من الأسر كان لديها معيلات من الإناث دون وجود شريك، بينما كانت نسبة 5% من الأسر لديها معيلون من الذكور دون وجود شريكة وكانت نسبة 41.6% من غير العائلات. تألفت نسبة 31% من أصل جميع الأسر من عدة أفراد يعيشون في نفس المنزل ونسبة 9.6% كانت تتألف من شخص يعيش بمفرده يبلغ من العمر 65 عاماً أو أكثر. وبلغ متوسط حجم الأسرة المعيشية 2.52، أما متوسط حجم العائلات فبلغ 3.21.
بلغ العمر الوسطي للسكان 28.2 عاماً. وكانت نسبة 24.7% من القاطنين تحت سن الثامنة عشر، وكانت نسبة 19.8% بين الثامنة عشر والرابعة والعشرين عاماً، ونسبة 24.6% كانت واقعةً في الفئة العمرية ما بين الخامسة والعشرين والرابعة والأربعين عاماً، ونسبة 19.6% كانت ما بين الخامسة والأربعين والرابعة والستين، ونسبة 11.3% كانت ضمن فئة الخامسة والستين عاماً فما فوق. وتوزع التركيب الجنسي للسكان بنسبة 47.9% ذكور و52.1% إناث.

## المناخ
يظهر الجدول التالي التغييرات المناخية على مدار السنة لواكو:
| البيانات المناخية لـواكو            | البيانات المناخية لـواكو | البيانات المناخية لـواكو | البيانات المناخية لـواكو | البيانات المناخية لـواكو | البيانات المناخية لـواكو | البيانات المناخية لـواكو | البيانات المناخية لـواكو | البيانات المناخية لـواكو | البيانات المناخية لـواكو | البيانات المناخية لـواكو | البيانات المناخية لـواكو | البيانات المناخية لـواكو | البيانات المناخية لـواكو |
| الشهر                               | يناير                    | فبراير                   | مارس                     | أبريل                    | مايو                     | يونيو                    | يوليو                    | أغسطس                    | سبتمبر                   | أكتوبر                   | نوفمبر                   | ديسمبر                   | المعدل السنوي            |
| ----------------------------------- | ------------------------ | ------------------------ | ------------------------ | ------------------------ | ------------------------ | ------------------------ | ------------------------ | ------------------------ | ------------------------ | ------------------------ | ------------------------ | ------------------------ | ------------------------ |
| الدرجة القصوى °ف (°م)               | 90 (32)                  | 96 (36)                  | 100 (38)                 | 101 (38)                 | 102 (39)                 | 109 (43)                 | 114 (46)                 | 112 (44)                 | 111 (44)                 | 101 (38)                 | 92 (33)                  | 91 (33)                  | 114 (46)                 |
| الحد الأقصى المتوسط °ف (°م)         | 77.8 (25.4)              | 81.0 (27.2)              | 85.4 (29.7)              | 90.5 (32.5)              | 95.1 (35.1)              | 98.5 (36.9)              | 102.6 (39.2)             | 104.1 (40.1)             | 99.6 (37.6)              | 93.8 (34.3)              | 84.3 (29.1)              | 78.0 (25.6)              | 105.0 (40.6)             |
| متوسط درجة الحرارة الكبرى °ف (°م)   | 58.2 (14.6)              | 61.8 (16.6)              | 69.2 (20.7)              | 77.6 (25.3)              | 85.0 (29.4)              | 91.7 (33.2)              | 96.3 (35.7)              | 96.8 (36.0)              | 89.8 (32.1)              | 79.9 (26.6)              | 68.5 (20.3)              | 59.0 (15.0)              | 77.9 (25.5)              |
| متوسط درجة الحرارة الصغرى °ف (°م)   | 36.1 (2.3)               | 39.8 (4.3)               | 47.1 (8.4)               | 54.6 (12.6)              | 63.8 (17.7)              | 70.8 (21.6)              | 74.1 (23.4)              | 73.8 (23.2)              | 66.4 (19.1)              | 56.6 (13.7)              | 46.5 (8.1)               | 37.5 (3.1)               | 55.7 (13.2)              |
| الحد الأدنى المتوسط °ف (°م)         | 21.1 (−6.1)              | 23.1 (−4.9)              | 29.3 (−1.5)              | 36.7 (2.6)               | 48.5 (9.2)               | 60.4 (15.8)              | 67.2 (19.6)              | 65.5 (18.6)              | 50.7 (10.4)              | 39.4 (4.1)               | 29.3 (−1.5)              | 21.6 (−5.8)              | 16.5 (−8.6)              |
| أدنى درجة حرارة °ف (°م)             | −5 (−21)                 | 4 (−16)                  | 15 (−9)                  | 26 (−3)                  | 34 (1)                   | 52 (11)                  | 58 (14)                  | 53 (12)                  | 39 (4)                   | 25 (−4)                  | 17 (−8)                  | −4 (−20)                 | −5 (−21)                 |
| الهطول إنش (مم)                     | 2.12 (54)                | 2.63 (67)                | 3.15 (80)                | 2.69 (68)                | 4.30 (109)               | 3.43 (87)                | 1.79 (45)                | 2.05 (52)                | 3.06 (78)                | 3.90 (99)                | 2.82 (72)                | 2.75 (70)                | 34.69 (881)              |
| متوسط أيام هطول الأمطار (≥ 0.01 in) | 7.1                      | 6.8                      | 8.3                      | 6.3                      | 8.1                      | 7.5                      | 5.3                      | 5.0                      | 5.8                      | 7.2                      | 7.3                      | 7.1                      | 81.8                     |
| المصدر: NOAA                        |                          |                          |                          |                          |                          |                          |                          |                          |                          |                          |                          |                          |                          |

## أعلام
- ستيف مارتن
- رايت ميلز
- جينيفر لوف هيويت
- أشلي سيمبسون
- فلويد باترسون
- جيسي واشنطن